# Emilio Greco

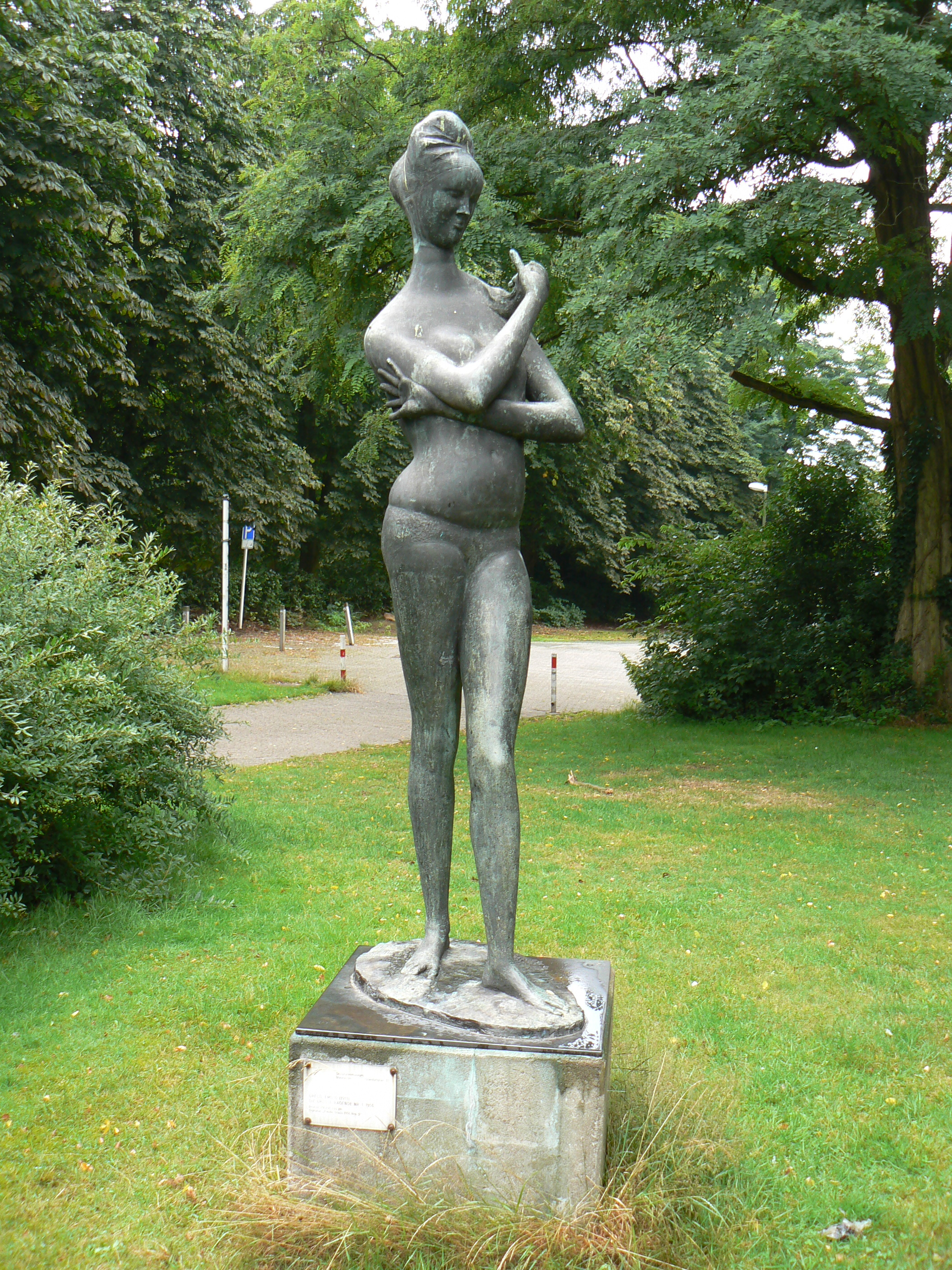
La Grande Bagnante Nr. 1 (1956) in Marl

Emilio Greco (Catania, 11 oktober 1913 – Rome, 5 april 1995) was een Italiaanse beeldhouwer.

## Leven en werk
Greco werd geboren in de stad Catania op het Italiaanse eiland Sicilië. Op zijn dertiende jaar werd hij leerling-steenhouwer en maakte zo kennis met het beeldhouwen. Zijn opleiding ontving hij aan de Accademia di Belle Arti in de Siciliaanse hoofdstad Palermo. Vanaf 1943 woonde Greco in Rome, waar hij zijn eerste tentoonstellingen had. Zijn eerste solo-expositie beleefde hij in 1946. Hij werd assistent-docent aan een voortgezette kunstopleiding in 1948.
In 1956 baarde hij opzien met La Grande Bagnante nr. 1 tijdens de Biënnale van Venetië, waarmee hij de Gran Premio di Scultura won. Baadsters en danseressen waren het grote motief voor Greco, veelal gemodelleerd naar zijn tweede vrouw Anna Padovan.
Samen met Giacomo Manzù en Marcello Mascherini vertegenwoordigde hij het nieuwe Italiaanse beeldhouwen van na de Tweede Wereldoorlog.
Het werk van Emilio Greco is te vinden in de collectie van vele musea en beeldenparken, zoals:
- Beeldenpark van het Kröller-Müller Museum in Otterlo: La Grande Bagnante nr. 3 (1957)
- Koninklijk Museum voor Schone Kunsten in Antwerpen: La Grande Bagnante nr. 2 (1957)
- Buitencollectie Skulpturenmuseum Glaskasten in Marl: La Grande Bagnante nr. 1 (1956)
- Collectie van het Tate Modern in Londen: La Grande Bagnante nr. 1 (1956) en Grande Figura Seduta (1951)
- Museo Emilio Greco in het Palazzo Soliano in Orvieto: 32 bronzen sculptures waaronder diverse baadsters

Het lag in de opzet van Greco 12 baadsters te maken, die rond een vijver of meertje zouden worden geplaatst. Het werden er uiteindelijk zeven, alsmede drie in maquettevorm. Het plan is uiteraard niet doorgegaan.
- Beeldenpark Hakone in Hakone, waar in 1974 een Greco Garden werd geopend
- Kathedraal van Orvieto: bronzen deuren (1961/1964)
- Sint-Pietersbasiliek in Vaticaanstad: monument voor Paus Johannes XXIII (1965/1967)